# Георг Австрийский
Георг Австрийский (нем. Georg von Österreich; 1504[…], Гент, Фландрия — 4 мая 1557, Льеж) — князь-епископ Льежа в 1544—1557 годах. Внебрачный сын Максимилиана I, императора Священной Римской империи, и Маргариты фон Эдельсхейм.
Епископ Бриксена (Тироль) в 1525—1537 годах и архиепископ Валенсии в 1538—1544 годах. В 1544 году он стал князем-епископом Льежа при содействии своего племянника Карла V, императора Священной Римской империи, и занимал этот пост до своей смерти. Георг решительно выступал против французского влияния в Льежском княжестве-епископстве, тем самым поддерживая Габсбургов, которые контролировали все окружающие земли.
В 1554 году столкнулся с французским вторжением короля Генриха II.
Скончался 4 мая 1557 года.